# インドラヴァルマン2世
インドラヴァルマン2世（クメール語: ឥន្ទ្រវរ្ម័នទី២, ラテン文字転写: Indravarman II, 生年不詳 - 1243年）は、クメール王朝の第22代君主（在位：1220年頃 - 1243年）。

## 生涯
第21代君主・ジャヤーヴァルマン7世とその妃インドラデーヴィーの子。王子時代はラヴォ（現在のロッブリー県）の総督であったともされる。1220年頃、父王が死去したために即位した。ジャヤーヴァルマン7世の政策を引き継いで、先王が建立したいくつかの仏教寺院を拡張・完成させた。ジャヤーヴァルマン7世の代に浪費されて悪化した財政が祟って、1220年には1190年以来支配下に置いていたチャンパのアンシャラージャ（ジャヤ・パラメーシュヴァラヴァルマン2世）に、更には1238年にはスコータイ王朝のバーンクラーンハーオ（シーインタラーティット）にそれぞれ独立を許したため、クメールの領土は縮小し、勢力が大きく衰退したと言われていた。
一方で、2000年代に行われた発掘調査の結果などから、インドラヴァルマン2世の治下においてもクメールはそれなりに繁栄していたとも、インドラヴァルマン2世自身も実力と行動力を持っていたとも考えられている。